# 피페콜산
피페콜산(Pipecolic acid)은 프롤린의 5원자 고리가 6원자인 피페리딘 고리로 바뀐 비단백질성 아미노산이다.

## 같이 보기
- 부피바카인